# Llista de cràters d'Europa
En aquest article només es mostra els noms oficials aprovats per la Unió Astronòmica Internacional (UAI).
Aquesta és una llista de cràters amb nom d'Europa, una de les moltes llunes de Júpiter, descoberta per Galileo Galilei el 1610.
El 2019, els 41 cràters amb nom d'Europa representaven el 0,74% dels 5475 cràters amb nom del Sistema Solar. Altres cossos amb cràters amb nom són Amaltea (2), Ariel (17), Cal·listo (142), Caront (6), Ceres (115), Dàctil (2), Deimos (2), Dione (73), Encèlad (53), Epimeteu (2), Eros (37), Febe (24), Fobos (17), Ganímedes (132), Gaspra (31), Hiperió (4), Ida (21), Itokawa (10), Janus (4), Japet (58), Lluna (1624), Lutècia (19), Mart (1124), Mathilde (23), Mercuri (402), Mimas (35), Miranda (7), Oberó (9), Plutó (5), Proteu (1), Puck (3), Rea (128), Šteins (23), Tebe (1), Terra (190), Tetis (50), Tità (11), Titània (15), Tritó (9), Umbriel (13), Venus (900), i Vesta (90).

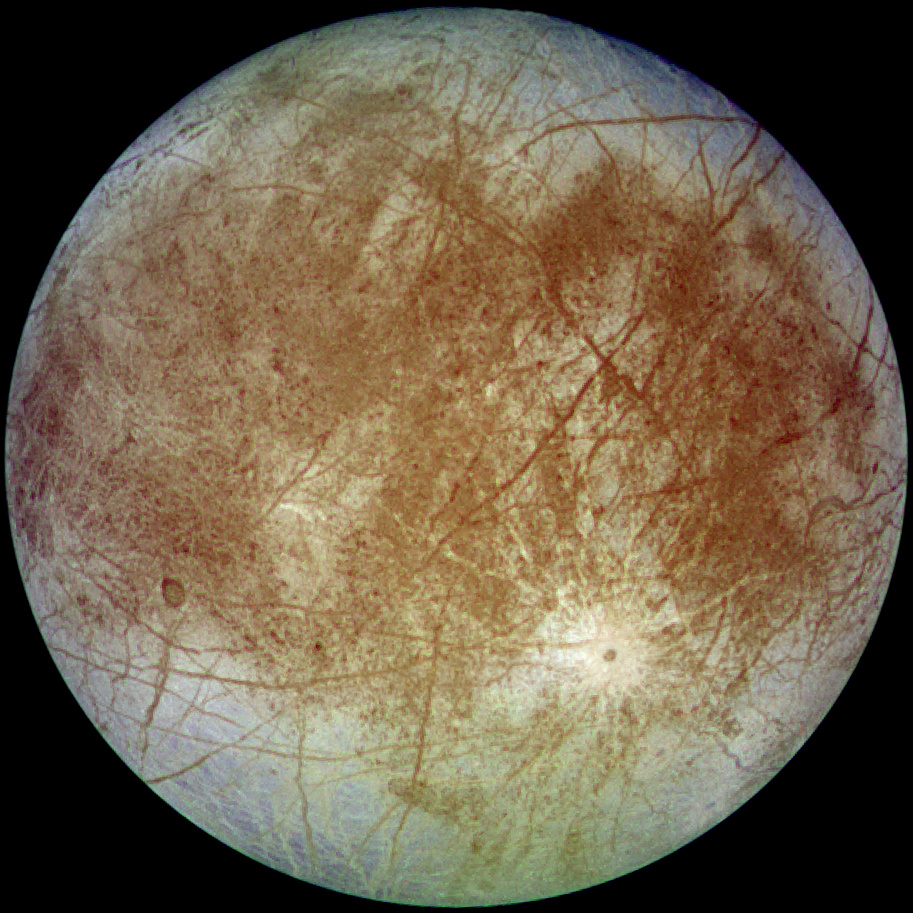
Imatge d'Europa (Júpiter ii)
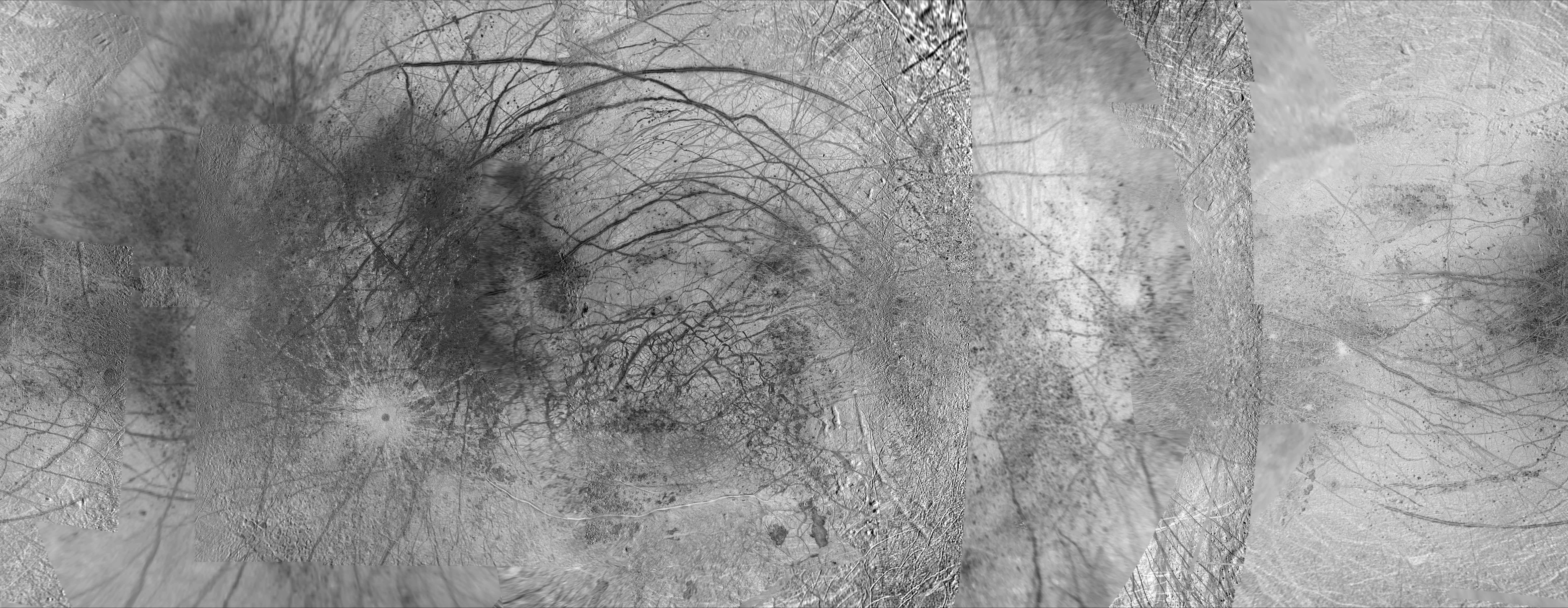
Mapa topogràfic d'Europa

La superfície d'Europa és molt jove (geològicament parlant) i, en conseqüència, hi ha pocs cràters.

## Llista
Els cràters d'Europa porten els noms de personatges de la mitologia celta.
| Cràter    | Coordenades                              | Diàmetre (km) | Epònim | Ref.  |
| --------- | ---------------------------------------- | ------------- | --- | ----- |
| Áine      | 43° 00′ S, 177° 30′ O / 43°S,177.5°O     | 5,0           | Áine - Deessa celta de l'amor i la fertilitat.                                                                                 | WGPSN |
| Amaethon  | 13° 49′ N, 177° 28′ O / 13.82°N,177.47°O | 1,7           | Amaethon - Déu celta de l'agricultura.                                                                                         | WGPSN |
| Amergin   | 14° 42′ S, 230° 36′ O / 14.7°S,230.6°O   | 17,0          | Amergin - Llegendari poeta i druida irlandès.                                                                                  | WGPSN |
| Angus     | 12° 36′ S, 75° 06′ O / 12.6°S,75.1°O     | 4,5           | Angus - Bellíssim déu cèlta de l'amor.                                                                                         | WGPSN |
| Avagddu   | 1° 24′ N, 169° 30′ O / 1.4°N,169.5°O     | 10,0          | Avagddu - Deïtat celta de la tempesta, fill dolent de Tegid el Calb.                                                           | WGPSN |
| Balor     | 52° 48′ S, 97° 48′ O / 52.8°S,97.8°O     | 4,8           | Balor - Déu celta de la nit i del mal d'ull.                                                                                   | WGPSN |
| Bres      | 37° 38′ N, 98° 40′ O / 37.64°N,98.66°O   | 10,0          | Bres - Bell fill d'Elatha a la mitologia celta.                                                                                | WGPSN |
| Brigid    | 10° 48′ N, 81° 18′ O / 10.8°N,81.3°O     | 9,5           | Brigid - Deessa celta de la curació, dels ferrers, de la fertilitat i de la poesia.                                            | WGPSN |
| Camulus   | 26° 30′ S, 81° 06′ O / 26.5°S,81.1°O     | 4,5           | Camulus - Déu de la guerra gaèlic.                                                                                             | WGPSN |
| Cilix     | 2° 36′ N, 181° 54′ O / 2.6°N,181.9°O     | 15,0          | Cilix - Germà d'Europa. Aquest cràter s'utilitza per definir el primer meridià d'Europa.                                       | WGPSN |
| Cliodhna  | 2° 30′ S, 76° 24′ O / 2.5°S,76.4°O       | 3,0           | Cliodhna - Deessa celta de la bellesa que es va quedar adormida per la música i després va ser arrossegada per una gran onada. | WGPSN |
| Cormac    | 36° 54′ S, 88° 06′ O / 36.9°S,88.1°O     | 4,0           | Cormac mac Airt - Gran rei de l'Ulster en mites irlandesos.                                                                    | WGPSN |
| Dagda     | 37° 21′ N, 168° 44′ O / 37.35°N,168.74°O | 9,8           | Dagda - Una de les principals deïtats de la Tuatha de Danann en la mitologia irlandesa.                                        | WGPSN |
| Deirdre   | 65° 24′ S, 207° 18′ O / 65.4°S,207.3°O   | 4,5           | Deirdre - La dona més bella dels mites irlandesos.                                                                             | WGPSN |
| Diarmuid  | 61° 18′ S, 102° 00′ O / 61.3°S,102°O     | 8,2           | Diarmuid Ua Duibhne - Bell guerrer mitològic irlandès, espòs de Gráinne.                                                       | WGPSN |
| Dylan     | 55° 18′ S, 84° 24′ O / 55.3°S,84.4°O     | 5,3           | Dylan Eil Ton - Déu celta del mar.                                                                                             | WGPSN |
| Elathan   | 31° 54′ S, 79° 48′ O / 31.9°S,79.8°O     | 2,5           | Elathan - Bell rei celta, pare de Bres.                                                                                        | WGPSN |
| Eochaid   | 50° 29′ S, 233° 20′ O / 50.48°S,233.33°O | 10,6          | Eochaid - Rei dels Firbolgs en la mitologia celta.                                                                             | WGPSN |
| Govannan  | 37° 18′ S, 302° 48′ O / 37.3°S,302.8°O   | 11,5          | Govannan - Un dels fills de Don, un forjador i cerveser.                                                                       | WGPSN |
| Gráinne   | 59° 42′ S, 99° 24′ O / 59.7°S,99.4°O     | 13,5          | Gráinne - Filla de Cormac Mac Art, el mític Gran rei d'Ulster, i esposa de Diarmuid.                                           | WGPSN |
| Gwern     | 9° 08′ N, 344° 32′ O / 9.14°N,344.54°O   | 22,2          | Gwern - Fill de Branwen en la mitologia celta.                                                                                 | WGPSN |
| Gwydion   | 60° 30′ S, 81° 36′ O / 60.5°S,81.6°O     | 5,0           | Gwydion - Poeta celta, un dels fills de la deessa mare Don.                                                                    | WGPSN |
| Llyr      | 1° 48′ S, 221° 48′ O / 1.8°S,221.8°O     | 1,1           | Llyr - Déu celta del mar. | WGPSN |
| Luchtar   | 40° 12′ S, 257° 34′ O / 40.2°S,257.57°O  | 19,9          | Luchtar - Déu celta de la fusteria.                                                                                            | WGPSN |
| Lug       | 27° 59′ N, 44° 19′ O / 27.99°N,44.31°O   | 11,0          | Lug - Déu omnicompetent irlandès.                                                                                              | WGPSN |
| Mael Dúin | 16° 48′ S, 197° 54′ O / 16.8°S,197.9°O   | 2,0           | Mael Dúin - Heroi celta. | WGPSN |
| Maeve     | 58° 48′ N, 78° 54′ O / 58.8°N,78.9°O     | 21,3          | Maeve - Mitològica reina irlandesa de la província de Connacht.                                                                | WGPSN |
| Manannán  | 3° 06′ N, 239° 42′ O / 3.1°N,239.7°O     | 30,0          | Manannán mac Lir - Déu de fertilitat i del mar irlandès.                                                                       | WGPSN |
| Math      | 25° 36′ S, 183° 42′ O / 25.6°S,183.7°O   | 10,8          | Math ap Mathonwy - Déu celta de la riquesa i el tresor.                                                                        | WGPSN |
| Midir     | 3° 39′ N, 338° 45′ O / 3.65°N,338.75°O   | 37,4          | Midir - El destí gaèlic i la deïtat del món subterrani.                                                                        | WGPSN |
| Morvran   | 4° 54′ S, 152° 36′ O / 4.9°S,152.6°O     | 15,0          | Morvran - Fill lleig de Tegid.                                                                                                 | WGPSN |
| Niamh     | 21° 06′ N, 216° 54′ O / 21.1°N,216.9°O   | 5,0           | Niamh - Filla de pèl d'or de Manannán, deu celta del mar i de la fertilitat                                                    | WGPSN |
| Ogma      | 87° 27′ N, 287° 52′ O / 87.45°N,287.86°O | 5,0           | Ogma - Déu celta de l'eloqüència i la literatura, fill de Dagda.                                                               | WGPSN |
| Oisín     | 52° 18′ S, 213° 24′ O / 52.3°S,213.4°O   | 6,2           | Oísin - Mític guerrer irlandès, fill de Fionn Mac Cumhail i Sadb.                                                              | WGPSN |
| Pryderi   | 66° 06′ S, 159° 06′ O / 66.1°S,159.1°O   | 1,7           | Pryderi - Fill de Pwyll, déu celta del món subterrani.                                                                         | WGPSN |
| Pwyll     | 25° 12′ S, 271° 24′ O / 25.2°S,271.4°O   | 45,0          | Pwyll - Déu celta del món subterrani.                                                                                          | WGPSN |
| Rhiannon  | 80° 54′ S, 194° 54′ O / 80.9°S,194.9°O   | 15,9          | Rhiannon - Heroïna celta. | WGPSN |
| Taliesin  | 22° 48′ S, 138° 00′ O / 22.8°S,138°O     | 50,0          | Taliesin - Mag, fill de Bran.                                                                                                  | WGPSN |
| Tegid     | 0° 48′ N, 164° 24′ O / 0.8°N,164.4°O     | 29,7          | Tegid Veol - Heroi celta que vivia al llac Bula.                                                                               | WGPSN |
| Tuag      | 59° 55′ N, 172° 22′ O / 59.92°N,172.36°O | 15,2          | Tuag - Deessa irlandesa de l'alba.                                                                                             | WGPSN |
| Uaithne   | 48° 30′ S, 90° 42′ O / 48.5°S,90.7°O     | 6,5           | Uaithne - L'arpista de Dagda, el pare de tots els déus en els mites celtes.                                                    | WGPSN |